# Bell AH-1 Super Cobra
Bell AH-1 «Супер Кобра» (англ. Bell AH-1 Super Cobra) — двухдвигательный ударный вертолёт, разработанный по заказу Корпуса морской пехоты США (USMC) и, в основном, эксплуатируемый им. Семейство вертолётов Cobra, входящее в более крупное семейство «Хьюи», включает в себя вертолёты AH-1J SeaCobra, AH-1T Improved SeaCobra и AH-1W SuperCobra.
Вертолёт «Супер Кобра» был создан на основе однодвигательного Bell AH-1 Cobra, который был разработан в середине 1960-х годов в качестве временного ударного вертолёта для армии США. Командование Корпуса морской пехоты США быстро заинтересовалось этим летательным аппаратом, но искали двухмоторный вариант для большей эксплуатационной надёжности при полётах в морских условиях, а также способный нести более мощное вооружение. Применение силовой установки из двух газотурбинных двигателей большей мощности в сочетании с новым несущим винтом с увеличенными диаметром (до 14,63 метров) и хордой лопастей обеспечивало улучшение лётных характеристик и повышение безопасности эксплуатации с авианосцев, а также увеличение боевой нагрузки до 900 кг, что позволило использовать турельную установку ХМ-1-87 с трёхствольной пушкой калибром 20 мм и различные варианты вооружения, подвешиваемого под крылом. Хотя изначально Министерство обороны, которое стремилось к унификации летательных аппаратов для всех родов войск, выступило против, в мае 1968 года заказ на первые 49 двухдвигательных AH-1J Sea Cobra был выдан компании Bell. Этот вертолёт поступил в вооружённые силы в последние месяцы участия США во Вьетнамской войне, в результате чего его участие в боевых операциях на театре военных действий были ограниченным.
Корпус морской пехоты США сразу потребовал от производителя обеспечить большую грузоподъёмность, чем та, что была у оригинального SeaCobra, и, таким образом, в 1970-х годах Bell выпустила версию AH-1T, оснащённую силовыми элементами вертолёта Bell 309 KingCobra и удлинённым фюзеляжем. В следующем десятилетии, в ответ на отказ в финансировании закупки ударного вертолёта Boeing AH-64 Apache, Корпус морской пехоты США решил закупить более эффективный вариант чем AH-1T. Оснащённый пересмотренными системами управления огнём, совместимыми с новыми боеприпасами, такими как противотанковая ракета AGM-114 Hellfire, новый вариант, обозначенный AH-1W, начал поставляться в войска в 1986 году. Стремясь к дальнейшему развитию этого вертолёта, Bell в конце 1990-х годов решила разработать в значительной степени переработанный и модернизированный Bell AH-1Z Viper для постепенной замены «Супер Кобр» в боевых частях.
Вертолёты Sea Cobra участвовали в нескольких крупных операциях во второй половине двадцатого века, например, во время вторжения США на Гренаду в 1983 году. Во время ирано-иракской войны 1980-х годов иранские Sea Cobra активно использовались, доказав свою способность как в борьбе с бронетехникой, так и с авиацией. Турция, которая эксплуатировала многочисленные вертолёты Cobra и Super Cobra, неоднократно использовала этот тип против повстанцев из Курдской рабочей партии (РПК). В 1990-х годах AH-1 морской пехоты США неоднократно использовались во время войны в Персидском заливе в начале 1990-х годов, а также во время вторжения США на Гаити в 1994 году и вмешательства США в югославские войны в конце 1990-х годов. В двадцать первом веке эти вертолёты также принимали участие в многолетней войне в Афганистане и во вторжении в Ирак в 2003 году. В октябре 2020 года Корпус морской пехоты США вывел из эксплуатации последние вертолёты AH-1W, перейдя исключительно на эксплуатацию моделей AH-1Z Viper.

## Разработка и производство

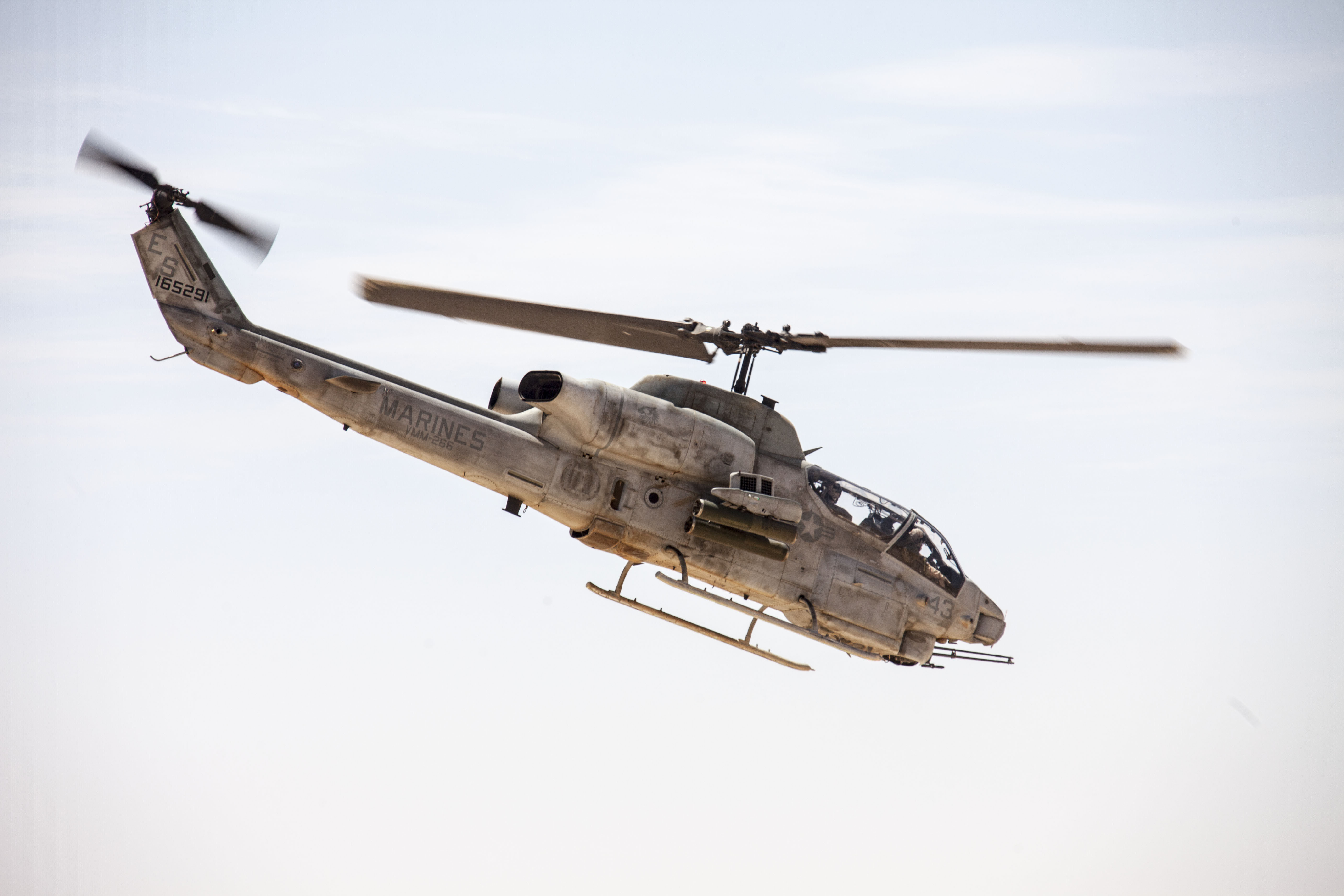
AH-1W «Супер Кобра» на учениях морской пехоты США в 2013 году

AH-1 Cobra был разработан в середине 1960-х годов, в качестве временной меры как ударный вертолёт для армии США для использования во время войны во Вьетнаме. В вертолёте использовалась проверенная трансмиссия, несущий винт и турбовальный двигатель Lycoming T53 от вертолёта общего назначения UH-1 Huey. К июню 1967 года в войска были поставлены первые AH-1G Huey Cobra. В период с 1967 по 1973 год компания Bell изготовила 1116 единиц AH-1G для армии США. Эти боевые машины налетали более миллиона часов на Вьетнамском театре боевых действий.
Корпус морской пехоты США заинтересовался AH-1G Cobra, но отдал предпочтение двухдвигательной версии, которая обеспечила бы повышенную безопасность при морских операциях. Кроме того, Корпус морской пехоты также стремился получить более мощное вооружение, установленное в турельной установке. Первоначально Министерство обороны отказывалось предоставлять морским пехотинцам двухмоторную версию «Кобры», полагая, что унификация с армейскими AH-1G перевешивает преимущества другой компоновки силовой установки. Однако командование Корпуса морской пехоты настояло на своём варианте, и, таким образом, в мае 1968 года Bell получила контракт на первую партию из 49 единиц AH-1J Sea Cobra. AH-1J также был оснащён новой турельной установкой для трёхствольной 20-мм пушки M197, которая была переработана на базе шестиствольной установки M61 Vulcan. Также в качестве временной меры армия США передала 38 единиц AH-1G морской пехоте в 1969 году.

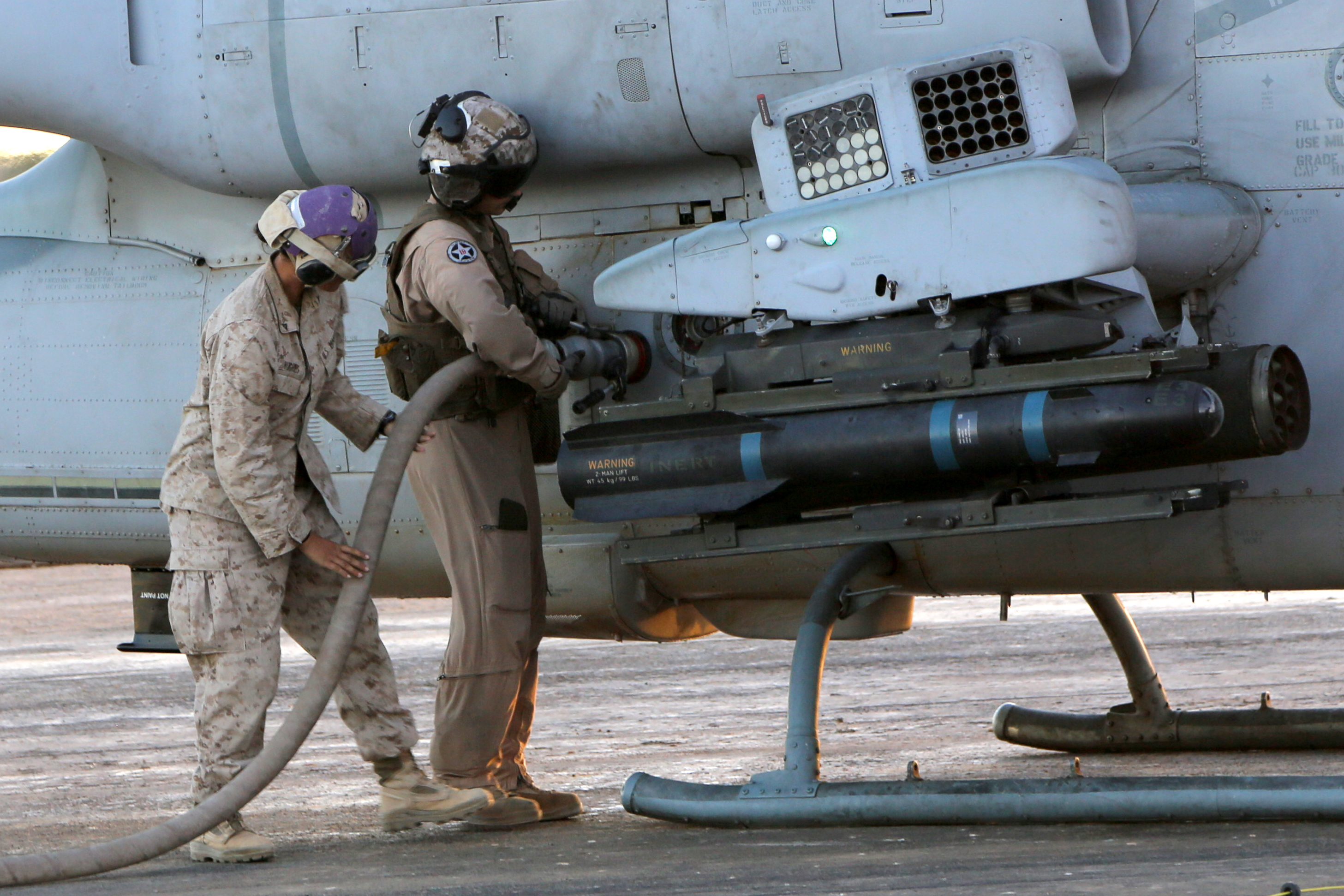
Заправка топливом вертолёта AH-1W «Супер Кобра». На пилоне подвешена учебная ракета AGM-114 Hellfire

В 1970-х годах Корпусу морской пехоты потребовалось увеличить грузоподъёмность Cobra при работе в жарком климате. В Bell использовали системы и агрегаты от своего опытного вертолёта Bell 309 KingCobra для разработки нового варианта, получившего индекс AH-1T, который был снабжён удлинённой хвостовой балкой и фюзеляжем, а также модернизированной трансмиссией и двигателями от модели 309. Bell спроектировала AH-1T более надёжным и простым в обслуживании в полевых условиях. Вертолёт получил возможность использовать противотанковые управляемые ракеты «Tow» с усовершенствованной системой управления с большей точностью наведения. Модернизированная версия, известная как AH-1T+, которая была оснащена более мощными двигателями T700-GE-700 и усовершенствованной авионикой, была предложена Ирану в конце 1970-х годов, но свержение шаха Ирана в конце 1970-х годов отменило эти планы.
В начале 1980-х годов Корпус морской пехоты искал новый вертолёт для участия в морских операциях, соответственно, оценивался новый к тому моменту ударный вертолёт Boeing AH-64 Apache в течение двухнедельного периода в сентябре 1981 года, который включал испытания на борту корабля. Кроме того, в это время изучались различные концепции применения ударных вертолётов в операциях морской пехоты. Однако запрос командования Корпуса морской пехоты на финансирование покупки AH-64 был отклонён Конгрессом в том же году. В качестве альтернативного варианта морская пехота заказали и закупили более мощную версию чем AH-1T Improved Sea Cobra. Также этот вариант вертолёта уже имел возможность применять ракеты воздух-воздух AIM-9 Sidewinder и противотанковые ракеты AGM-114 Hellfire. Новая летательный аппарат, закупка которого финансировалась Конгрессом, получил обозначение AH-1W. В марте 1986 года начались поставки в войска AH-1W SuperCobra, и в конечном итоге общее количество составило 179 новых вертолётов вместе с модернизацией 43 единиц AH-1T уже находящихся на службе.
В середине 1990-х годов компания Bell вела переговоры о приобретении румынского государственного производителя вертолётов Industria Aeronautică Română с целью создания производственной линии в Европе по выпуску AH-1W для многочисленных зарубежных заказчиков. В мае 1997 года компания подписала с Румынским государственным фондом собственности соглашение о покупке 70-процентной доли правительства в IAR. Однако в ноябре 1999 года после длительных переговоров компания Bell объявила, что она отказалась от своих усилий по приобретению и, следовательно, от инициативы по производству за рубежом, после того как румынское правительство якобы перестало реагировать на её предложения.
Экспериментальный образец AH-1T+ и предсерийный прототип AH-1W позже были испытаны с новым экспериментальным несущим винтом с четырьмя лопастями, изготовленными из композитных материалов. В ходе испытаний было выявлено, что новая конфигурация несущего винта обеспечивала лучшую производительность, меньший уровень шума и повышенную устойчивость к повреждениям в бою. Не имея контракта с Корпусом морской пехоты, Bell разработала этот новый проект, обозначенный как AH-1Z за счёт собственных средств. К 1996 году Конгресс в очередной раз не дал разрешение на приобретение AH-64 «Апач» для морской пехоты. Разработка морской версии AH-64 была бы дорогостоящей, и вполне вероятно, что Корпус морской пехоты был бы её единственным заказчиком. Вместо этого Командование КМП подписало контракт на модернизацию вертолётов AH-1W в вариант AH-1Z.
Bell AH-1Z Viper во многом сохранил конструкцию AH-1W, но также имеет несколько существенных изменений. Двухдвигательный Viper оснащён двигателями General Electric T700-GE-401, способен совершать полёты на скорости до 296 километров в час, а его боевой радиус составляет 231 километр. Ударный AH-1Z вооружён 20-миллиметровой трёхствольной пушкой с боекомплектом в 750 снарядов, а также оснащён шестью пилонами для управляемых и неуправляемых ракет Hydra 70, AIM-9 Sidewinder и AGM-114 Hellfire. В новой машине широко используются композитные материалы, из которых, в частности, выполнены новые несущий и рулевой воздушные винты. Лётный ресурс планёра AH-1Z составляет десять тысяч часов. В октябре 2020 года последние AH-1W были сняты с вооружения Корпуса морской пехоты в пользу AH-1Z.

## Конструкция

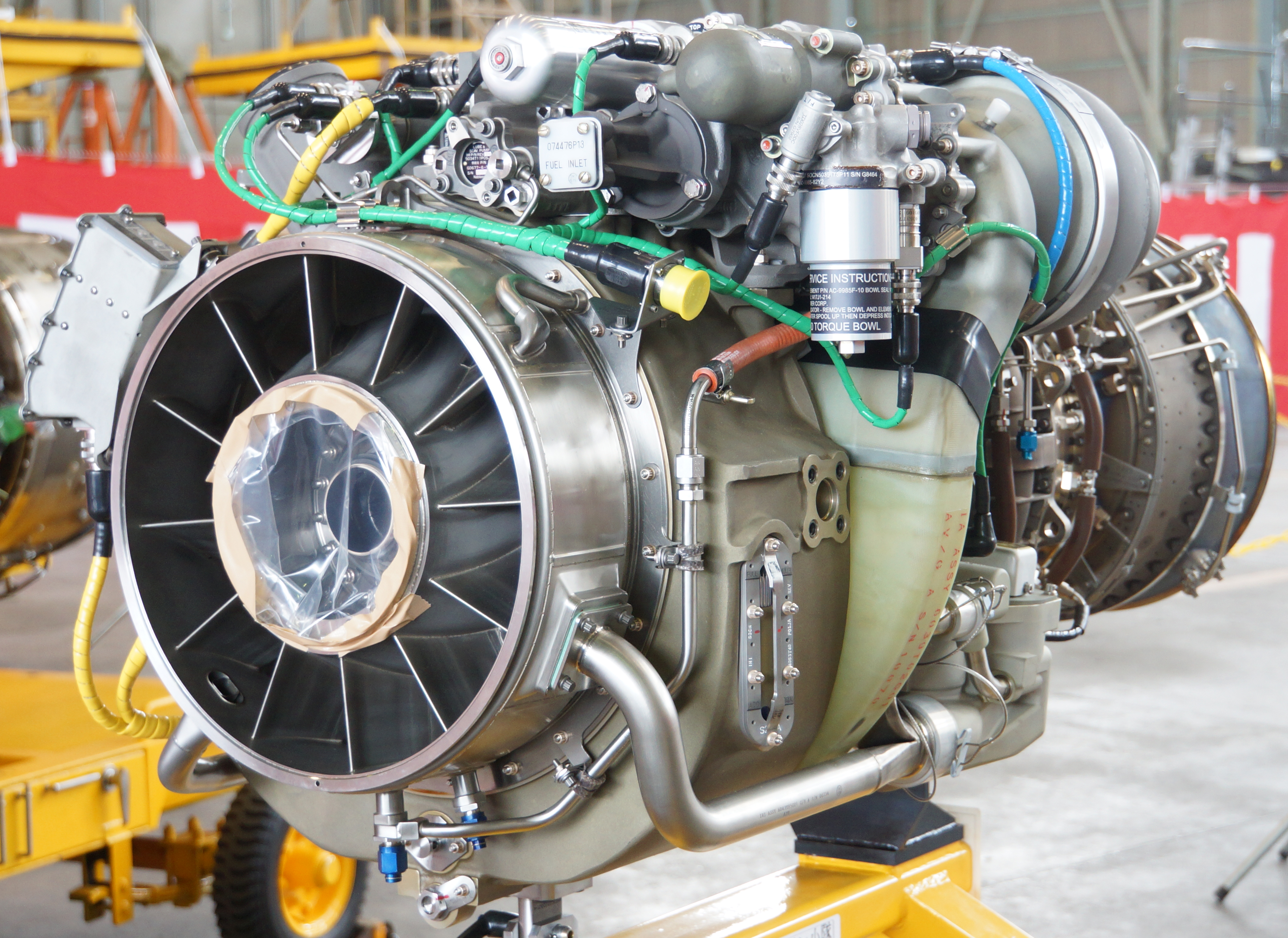
Один из двигателей General Electric T700-401, устанавливаемых на «Супер Кобру»

Фюзеляж «Супер Кобры» цельнометаллический типа полумонокок, с узким поперечным сечением и удлинённой носовой частью. Кабина экипажа двухместная выполненная по тандемной схеме (штурман-оператор вооружения сидит спереди, пилот — сзади). Для защиты экипажа сиденья и боковые панели фюзеляжа забронированы, предусмотрена также защита наиболее ответственных элементов конструкции. В отсеке под носовой частью размещено электронное оборудование управления ПТУР Tow. Стреловидное вертикальное оперение является пилоном рулевого винта. Стабилизатор размахом более двух метров с перевёрнутым профилем установлен на хвостовой балке впереди вертикального оперения.

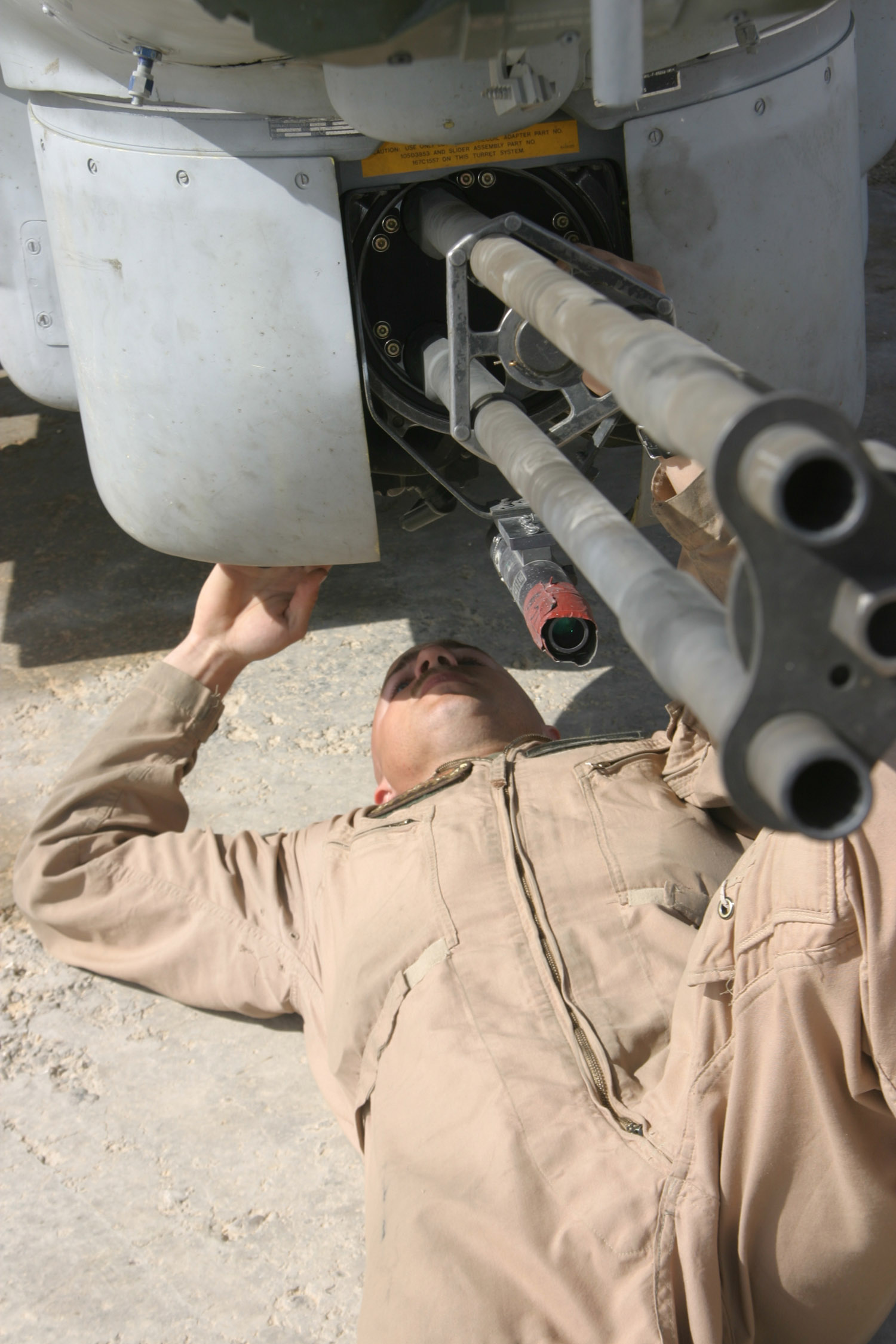
20-мм трёхствольная пушка M197 — основное орудие «Супер Кобры»

Несущий винт двухлопастный, использован от вертолёта Bell 214, но имеет лопасти с увеличенной до 0,84 метра хордой и стреловидными законцовками. Втулка имеет эластомерные подшипники типа Lastoflex, обладающие повышенным запасом прочности. Лопасти несущего винта имеют лонжерон из алюминиевого сплава с накладкой из нержавеющей стали. Рулевой винт двухлопастный, аналогичный рулевому винту вертолёта Bell 214, но имеет увеличенные диаметр до 2,97 метров и хорду лопастей до 0,305 метра.
В качестве силовой установки на «Супер Кобре» применяются два турбовальных двигателя General Electric T700-401 мощностью 1690 л. с. (1260 кВт) каждый (мощность была снижена с 1800 л. с. (1342 кВт) из-за конструкционных ограничений трансмиссии). Оба двигателя установлены сверху фюзеляжа в горизонтальном положении. Сопла снабжены эжекторными устройствами для уменьшения уровня инфракрасного излучения. Двигатели имеют общий редуктор от вертолёта Bell 214ST. Сухая масса двигателя 194 килограмма. Объём топливных баков 1153 литров. Также возможна установка дополнительных подвесных топливных баков. Управление вертолётом обеспечивается с помощью трёх независимых гидравлических систем.
Радиоэлектронное оборудование состоит из радиостанции дециметрового диапазона AN/ ARC-159 (V) 1, тактической станции с частотной модуляцией AN/ARC-159 (V) 1, переговорного устройства AN/ AIC-18, радиокомпаса дециметрового диапазона AN/ARA-50, гирокомпаса AN/ ASN-75B, радиокомпаса AN/ ARN-83, радиовысотомера AN/ARN-171 (V), системы радиолокационного опознавания AN/ ARX-72 и маяка-ответчика AN/ ARN-154 (V). Предусмотрена возможность установки шифратора TSEC/KY-28 для системы связи и бортовой цифровой вычислительной машины K1T-1A-TSEC Мк. XII. Дополнительное оборудование включает блоки отстрела инфракрасных ловушек SUU-4, блок с дымовыми гранатами М 118 и разбрасыватели дипольных отражателей ALE-39.
Комплект вооружения, который применяется с вертолёта может включать в себя 8 противотанковых управляемых ракет Tow или 8 ракет AGM-114 Hellfire, 76 неуправляемых авиационных ракет калибра 70 мм Hydra 70 в блоках LAU-61A, 4 бомбы GBU-55B, 2 бомбы Мк.77, два контейнера GRU-2A с пушками калибром 20 мм или 16 неуправляемых авиационных ракет Zuni калибром 127 мм. Возможно использование 4-х управляемых класса «воздух-воздух» AIM-9 Sidewinder. Встроенное вооружение вертолёта включает трёхствольную пушку M197 калибром 20 мм с боезапасом 750 снарядов.

## История службы

### США
В последние месяцы участия Соединённых Штатов во Вьетнамской войне вертолёты AH-1J SeaCobra были включены в состав 369-й вертолётной эскадрильи морской пехоты, действующей с десантных транспортов-доков типа «Остин» — USS Denver (LPD-9), USS Cleveland (LPD-7) и, позднее, USS Dubuque (LPD-8). Эскадрилья была задействована в борьбе против войск Северного Вьетнама в районе острова Хон Ла в ходе проведения операции Marine Hunter-Killer (MARHUK) с июня по декабрь 1972 года. SeaCobra участвовали в последних американских боевых операциях во Вьетнаме. Несколько AH-1J присутствовали для прикрытия эвакуации посольства США в Сайгоне в апреле 1975 года.

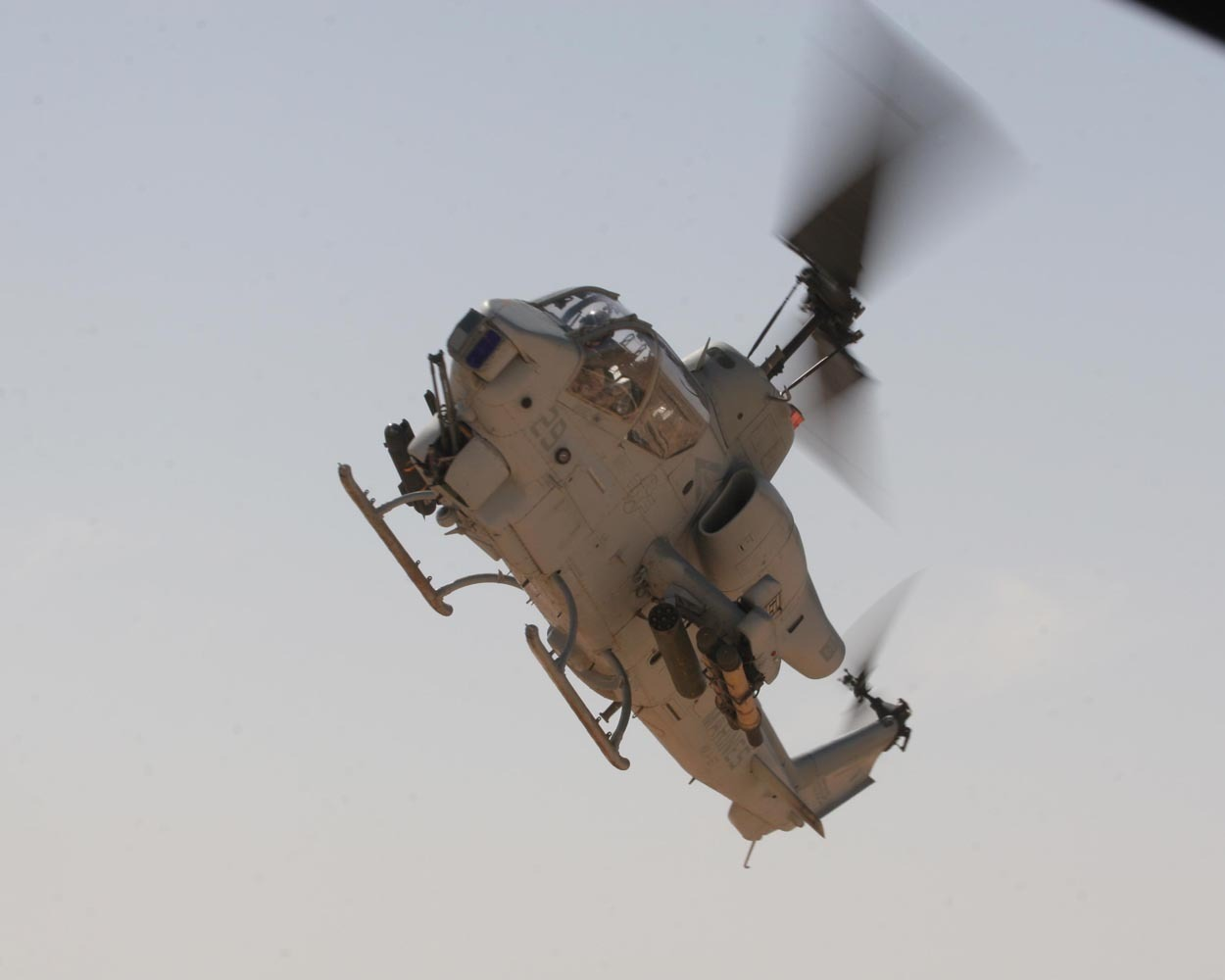
AH-1W «Супер Кобра» Корпуса морской пехоты США в Ираке в 2007 году

В 1983 году «Кобры» морской пехоты приняли участие во вторжении США на Гренаду. Обычно они использовались для выполнения миссий по непосредственной авиационной поддержке войск и сопровождению транспортных вертолётов. В общей сложности в этом конфликте было сбито два AH-1T и погибло три члена экипажа. В том же году вертолёты AH-1T также были развёрнуты у побережья Бейрута, во время гражданской войны в Ливане в поддержку действий Многонациональных миротворческих сил. На этом театре военных действий AH-1, как правило, были вооружены ракетами Sidewinder и пушками, которые предназначались для использования в качестве экстренной меры противовоздушной обороны для отражения угрозы со стороны лёгких гражданских самолётов, пилотируемых террористами-смертниками.
В середине 1980-х годов вариант AH-1W поступил на вооружение Корпуса морской пехоты США. В период с 1986 по 1999 год в войска поступило 179 вертолётов «Супер Кобра».
В ходе так называемой Танкерной войны, являющейся частью Ирано-Иракской войны, когда обе стороны конфликта атаковали торговые суда в Персидском заливе и Ормузском проливе, «Супер Кобры» морской пехоты участвовали в операции Earnest Will, целью которой было сопровождение торговых судов и предотвращения нападений на них. Во время этой операции «Супер Кобры» потопили три иранских патрульных катера, потеряв один вертолёт в версии AH-1T из-за огня иранских зенитных установок.
В 1990-м году «Супер Кобры», действующие с борта универсального десантного корабля USS Saipan (LHA-2) выполняли миссию по прикрытию эвакуации граждан США и других иностранных государств из Либерии в 1990 году, после начала гражданской войны в этой стране.
Во время войны в Персидском заливе было задействовано 78 вертолётов AH-1W Корпуса морской пехоты, совершивших в общей сложности 1273 боевых вылета в Ираке. Хотя, как сообщается, не было понесено никаких боевых потерь, три AH-1 были потеряны в результате технических проблем во время и после боевых операций. Эскадрильи AH-1W уничтожили 97 танков, 104 бронетранспортёра и других транспортных средства, а также две зенитные артиллерийские установки во время поддержки наступления американских войск.
«Супер Кобры» также использовались в различных других операциях в 1990-х годах. Эти летательные аппараты были задействованы в обеспечении безопасности в рамках операции «Возрождение надежды» в Сомали, когда в эту страну были введены миротворческие силы ООН, призванные защитить работников организаций, распределявших гуманитарную помощь, от действий местных полевых командиров в 1992—1993 годах. Они также использовались во время вторжения США на Гаити в 1994 году. «Супер Кобры» также активно участвовали в военных операциях США в бывшей Югославии в 1990-х годах, в частности, два AH-1W принимали участие в эвакуации капитана ВВС США Скотта О’Грейди после того, как его истребитель F-16C был сбит зенитным комплексом «Куб» в июне 1995 года.

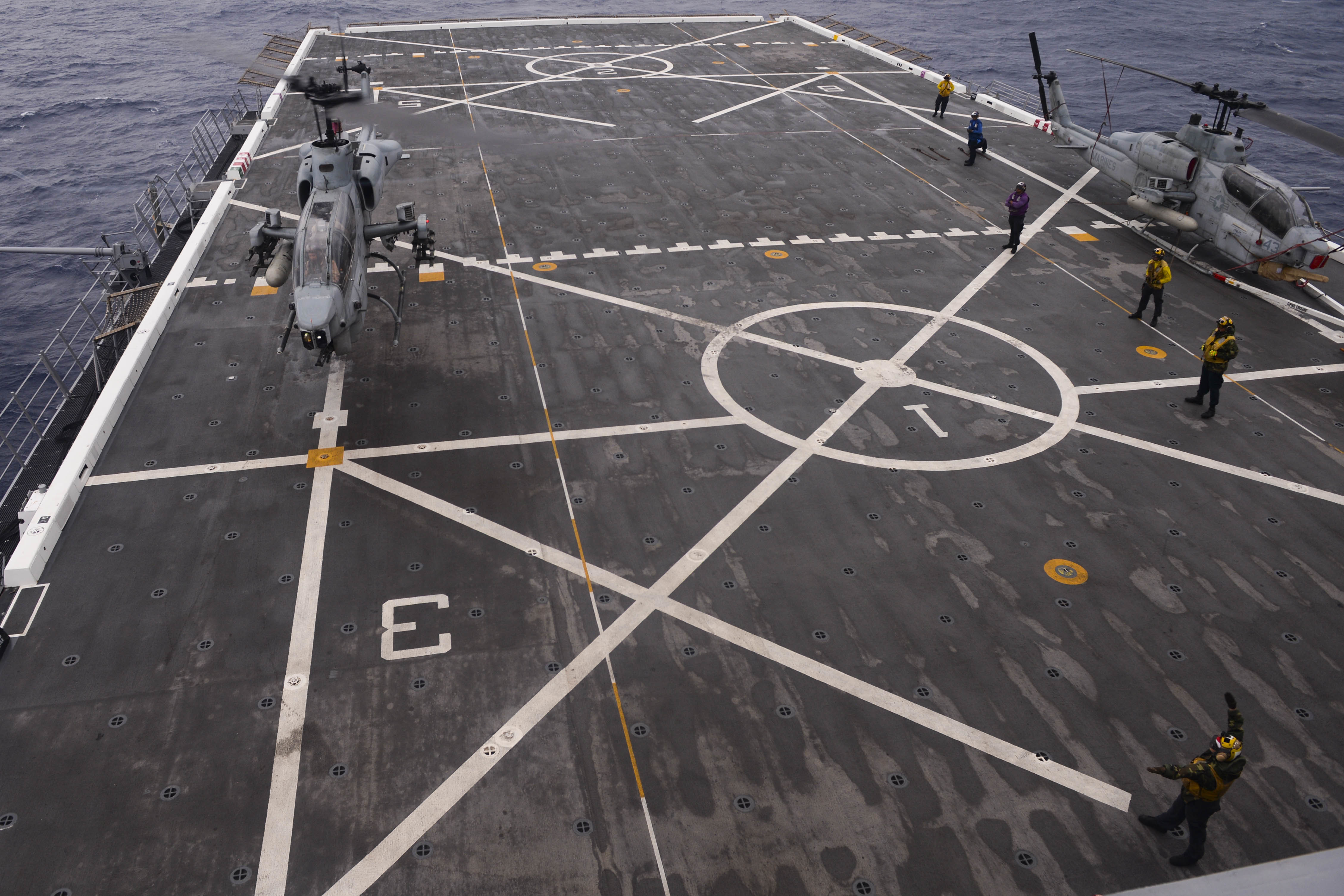
Две «Супер Кобры» на палубе десантного транспорта-дока USS Green Bay (LPD-20)

В двадцать первом веке вертолёты «Супер Кобра» участвовали в операции «Несокрушимая свобода» в Афганистане и в операции «Иракская свобода» во время вторжения в Ирак. В то время как полноценная замена этим вертолётам рассматривались как альтернатива крупным модернизациям парка AH-1, исследования Корпуса морской пехоты показали, что модернизация была наиболее доступным, функциональным и наиболее эффективным решением для участия в миссиях в составе эскадрилий лёгких ударных вертолётов Корпуса морской пехоты.
На начальном этапе вторжения в Ирак в 2003 году «Супер Кобры» были развёрнуты на передовой линии фронта, часто летая в составе вертолётов прикрытия вместе с вертолётами общего назначения Bell UH-1 Iroquois и другими летательными аппаратами коалиции. По имеющимся данным, 46 из 58 развёрнутых в Ираке вертолётов AH-1 Корпуса морской пехоты США получили серьёзные боевые повреждения, в основном от пехотного оружия. Вертолёты AH-1W также участвовали в спасении рядового первого класса Джессики Линч из иракского госпиталя.
В конце августа 2016 года вертолёты морской пехоты AH-1W, действующие с борта универсального десантного корабля USS Wasp (LHD-1) начали выполнять боевые задания в районе Сирта в Ливии против боевиков «Исламского государства», оказывая непосредственную авиационную поддержку дружественным ополченцам на земле. На поздних этапах операции AH-1W выполняли боевые задания с палубы десантного транспорта-дока USS San Antonio после того, как этот корабль заменил «Уосп» в октябре 2016 года.
В октябре 2020 года Корпус морской пехоты США снял с вооружения последний из своих AH-1W после 34 лет службы, заменив его на более современный Bell AH-1Z Viper. К моменту снятия с вооружения эти вертолёты в общей сложности налетали 933 614 лётных часов.

### Иран
В 1971 году правительство Ирана закупило у Соединённых Штатов 202 модернизированных вертолёта AH-1J, получивших название «AH-1J International». Эта модель отличалась существенными усовершенствованиями, такими как более мощный двигатель Pratt & Whitney T400-WV-402 и модернизированная трансмиссия. Кроме того, на установке с 20-мм пушкой M197 был установлен демпфер отдачи, а штурман-стрелок был снабжён стабилизированным прицелом и стабилизированным сиденьем. Из AH-1J, эксплуатируемых иранской армейской авиацией, 62 штуки были модернизированы для использования противотанковых ракет TOW.

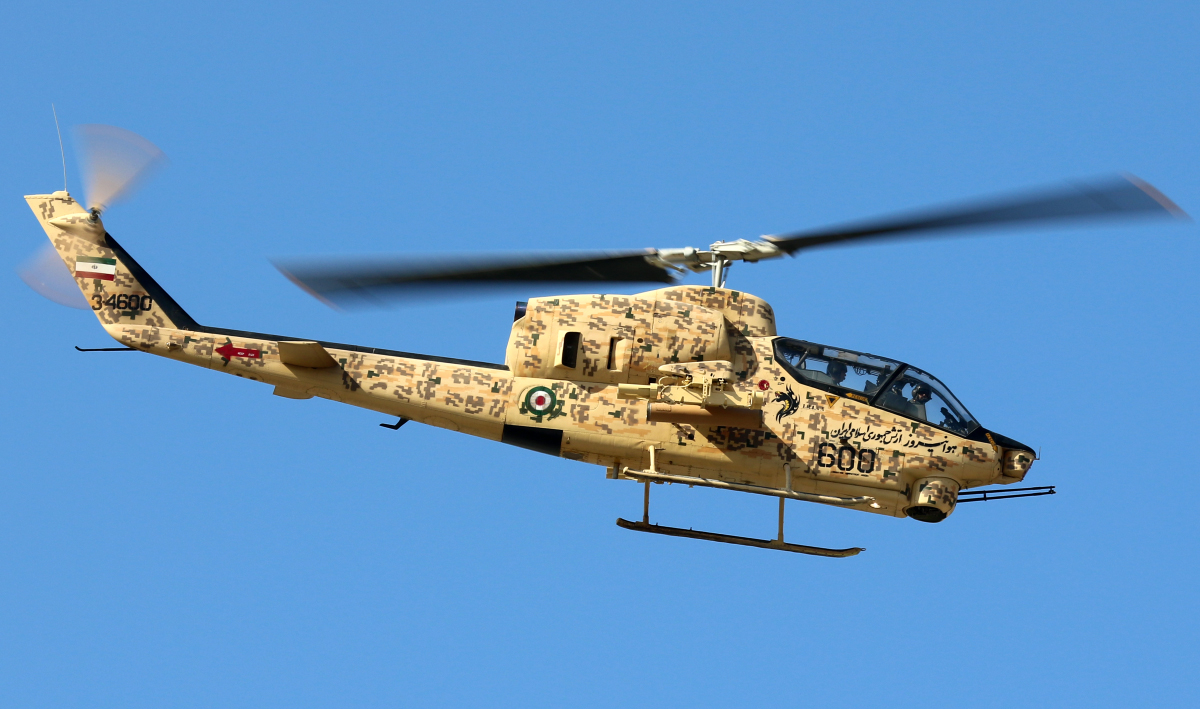
Bell AH-1J армейской авиации Ирана в 2022 году

Иранские AH-1J принимали участие в ирано-иракской войне, которая стала самой интенсивной в плане использования боевых вертолётов за всю историю локальных конфликтов и региональных войн. Иранские AH-1J (особенно оснащённые ракетами TOW) были «исключительно эффективны» в борьбе с бронетехникой, нанося тяжёлые потери иракским бронетанковым колоннам и частям снабжения. В операциях над пустынной местностью в Хузестане и позднее на юге Ирака, помимо стандартной тактики, иранские пилоты разработали специальную, эффективную тактику, работая с малых высот, таким же образом, как это делал советские войска со своими Ми-24 во время ведения боевых действий в Афганистане. Из-за введенных после Исламской революции 1979 года международных санкций на поставки оружия Вооружённым силам Ирана пришлось довольствоваться тем, что было под рукой: они оснастили свои AH-1J ракетами AGM-65 Maverick и с некоторым успехом применили их в нескольких операциях против иракских войск.
Начиная с октября 1980 года, AH-1J участвовали в воздушных боях против иракских вертолётов Ми-24 в нескольких отдельных случаях во время ирано-иракской войны. Результаты этих столкновений оспариваются. В одном документе упоминается, что иранские AH-1J вступили в бой с иракскими вертолётами Ми-8 и Ми-24, и что иранские пилоты AH-1J достигли соотношения побед в 5 сбитых иракских боевых машин при одной собственной потере. Кроме того, другой источник утверждает, что в войне было потеряно десять иранских AH-1J по сравнению с шестью потерянными иракскими Ми-24. По мнению некоторых экспертов, оценивавших это противостояние — Ми-24 был быстрее и мощнее, но AH-1J был более манёвренным. Также в этом конфликте имели место столкновения между иранскими AH-1J и иракскими истребителями. AH-1J одержали три подтверждённых победы над МиГ-21, также иранские власти заявили о сбитом Су-20 и поучаствовали в уничтожении МиГ-23 — все с использованием своей 20-мм пушки M197.
В начале 1984 года иранский AH-1J «Си Кобра» был сбит иракским лёгким учебным самолётом Pilatus PC-7 в ходе операции «Хейбар», неудачного контрнаступления иракской армии зимой-весной 1984 года. Иранские пилоты Реза Могадам и Мохаммад Язди были спасены. Сообщалось, что около половины иранских AH-1J были потеряны во время конфликта в результате боевых действий, аварий и износа материальной части. В 1988 году два советских истребителя МиГ-23 сбили пару иранских AH-1J, которые оказались в воздушном пространстве западного Афганистана.
В двадцать первом веке иранские AH-1J остаются на вооружении армейской авиации Исламской Республики Иран и прошли местные программы модернизации. В ноябре 2023 года стало известно, что правительство Ирана подтвердило покупку ударных вертолётов Ми-28 российского производства, которые в будущем должны стать основой парка армейской авиации этой страны.

### Китайская республика (Тайвань)
В 1984 году правительство Китайской Республики (Тайвань) объявило о своей потребности в приобретении ударных вертолётов, впоследствии оценивая возможность покупки таких боевых машин как MBB Bo 105 и MD Helicopters MD 500. В конечном счёте выбор пал на AH-1W «Супер Кобра», в результате чего было заказано 47 единиц в 1992 году. Поставки этой партии осуществлялись с 1993 по 1997 год. В 1997 году было объявлено о заказе ещё 21 единицы AH-1W. Министерство национальной обороны передало вертолёты в распоряжение Центра подготовки армейской авиации Китайской Республики и двух бригад ударных вертолётов армейской авиации. В 2010-х годах Тайвань начал пополнять парк своих «Супер Кобр» 30 новыми приобретёнными McDonnell Douglas AH-64D Block III Apache в качестве основы парка своей ударной авиации. В 2020-х годах Тайвань продолжает эксплуатировать свои вертолёты Bell AH-1W SuperCobra. В январе 2021 года был подписан контракт с американским правительством на сумму 11,91 млн долларов США на предоставление технической поддержки, поддержания эксплуатационной готовности и поставку запасных частей для парка вертолётов AH-1W вплоть до сентября 2027 года. На 2024 года Вооружённые силы Китайской Республики эксплуатируют 67 единиц AH-1W «Супер Кобра», сосредоточенных в подразделениях армейской авиации.

### Турция

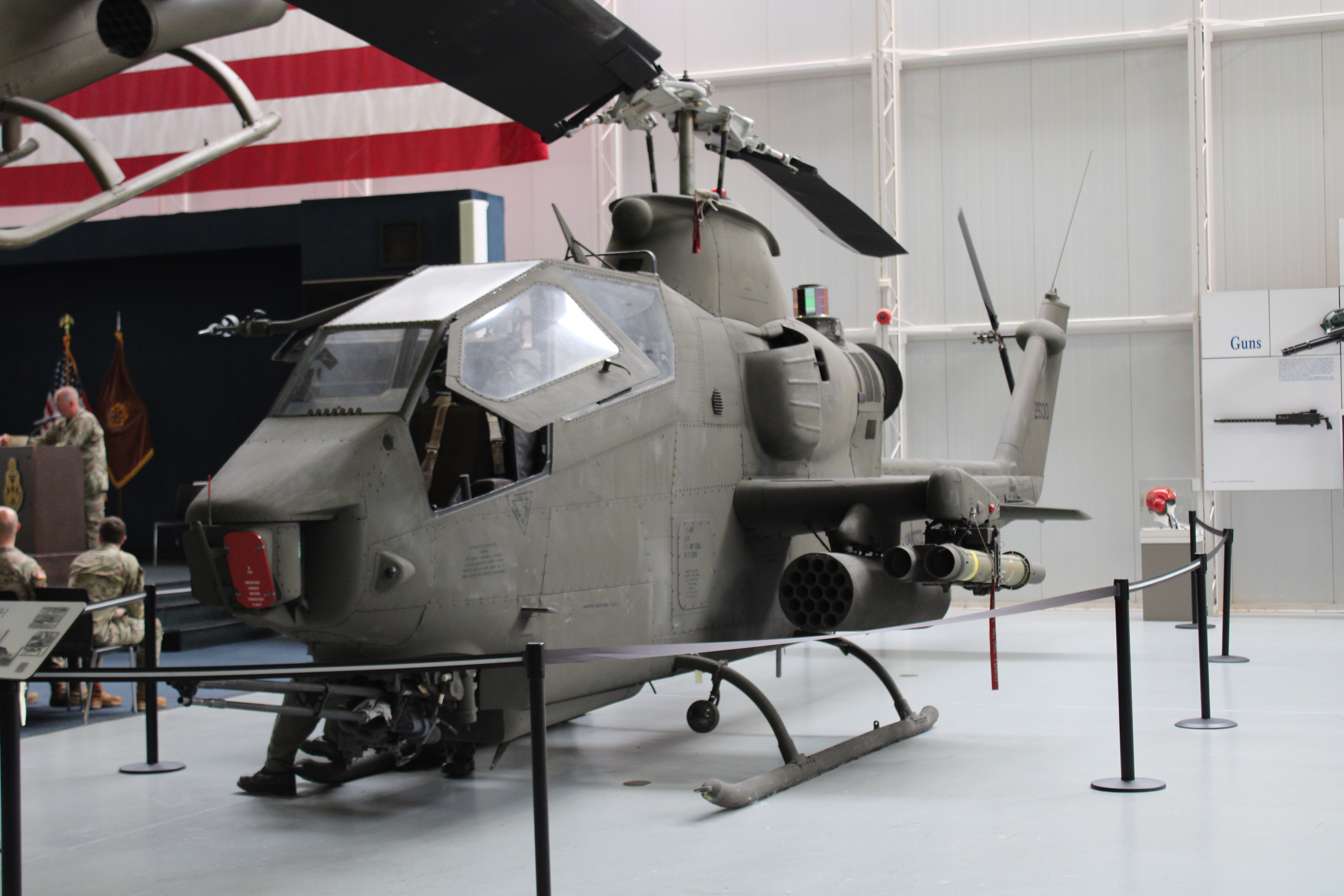
Bell AH-1F «Кобра», предшественник «Супер Кобры» в музее

В начале 1990-х годов Турция закупила десять вертолётов AH-1W SuperCobra, в дополнение к 32 вертолётам AH-1 Cobra, до этого числившихся в армии США. Эта сделка вызвала политические споры в Соединённых Штатах, и в апреле 1996 года покупка Турцией ещё десяти AH-1W была заблокирована администрацией президента Клинтона. В конце 2011 года Турция отправила запрос на покупку ещё трёх вертолётов AH-1W из состава Корпуса морской пехоты США.
Вертолёты AH-1W неоднократно применялись в боях против повстанцев Рабочей партии Курдистана (РПК). 13 мая 2016 года боевики РПК сбили турецкий армейский AH-1W SuperCobra с помощью ПЗРК 9K38 «Игла». На опубликованном видео видно, что подрыв ракеты оторвал хвостовую балку вертолёта. В результате вертолёт потерял управляемость и развалился в воздухе на части, оба члена экипажа погибли. Первоначально турецкое правительство заявило, что он потерпел крушение из-за технической неисправности, хотя позже стало ясно, что вертолёт был сбит. Во время неудавшейся попытки государственного переворота в Турции в 2016 году «Супер Кобры» вооружённых сил предположительно обстреляли несколько полицейских автомобилей.
В апреле 2022 года все оставшиеся у турецкой армии вертолёты AH-1W были переданы в состав ВМС Турции с базированием на универсальном десантном корабле TCG Anadolu (L-400). Это стали первые ударные вертолёты, поступивший на вооружение флота. В связи с этим предполагается, что «Супер Кобры» заменят запланированную ранее морскую версию ударного вертолёта TAI/AgustaWestland T129 ATAK турецкой разработки.

## Варианты
AH-1J SeaCobra
Первоначальная серийная версия с двухдвигательной силовой установкой.
AH-1J International
Экспортная версия AH-1J SeaCobra.
AH-1T Improved SeaCobra
Улучшенная версия с удлинённой хвостовой балкой и фюзеляжем, а также модернизированной трансмиссией и двигателями.
AH-1W SuperCobra
Вариант также известный как Whiskey Cobra. Вертолёт в дневной/ночной версии с более мощными двигателями и усовершенствованным ракетным вооружением.
AH-1(4B)W Viper

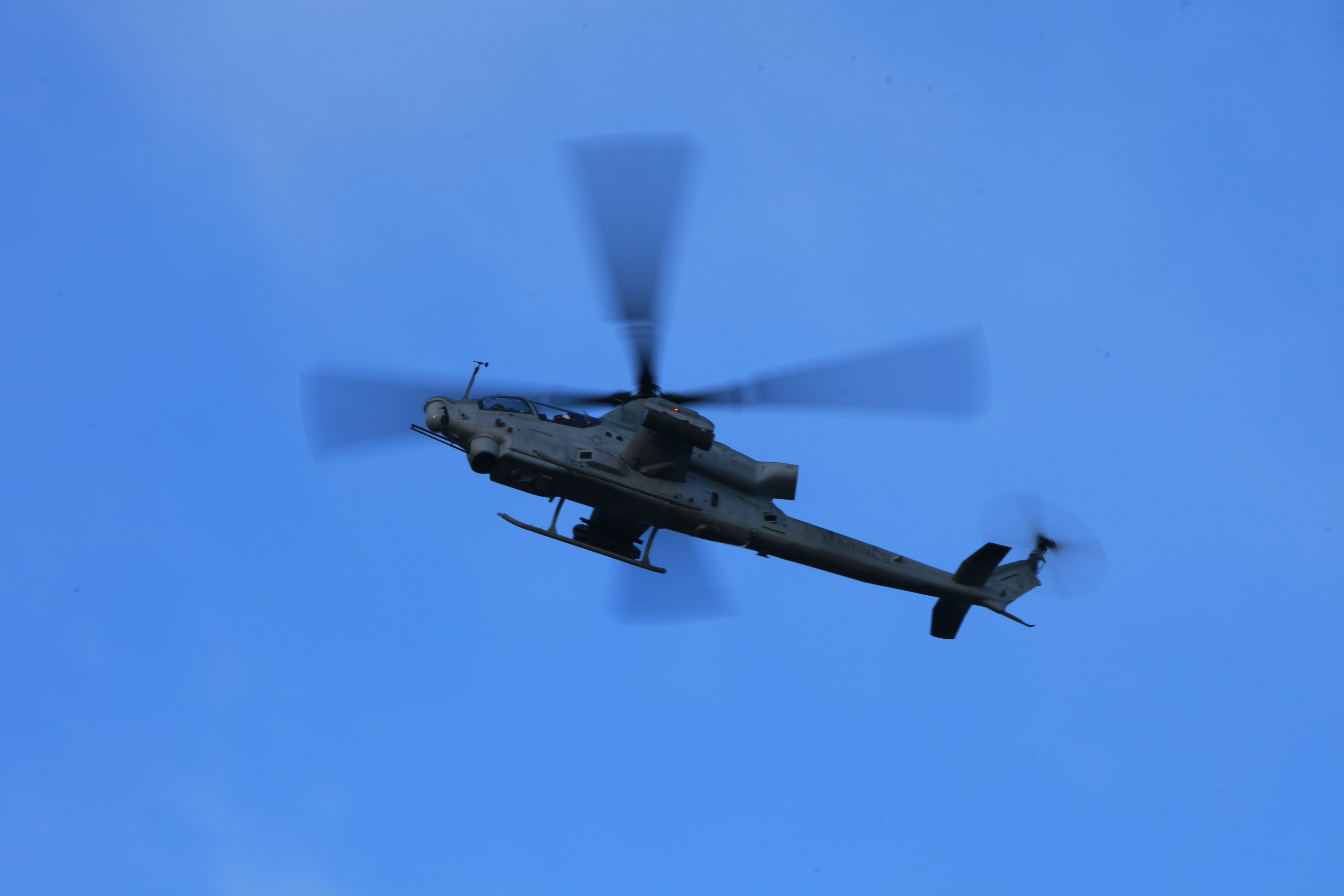
Bell AH-1Z Viper является наследником «Супер Кобры» с четырёхлопастными композитными несущим и рулевым винтами, модернизированными двигателями и улучшенной авионикой

Опытный вариант с четырёхлопастным безподшипниковым композитным несущим винтом на основе несущего винта от экспериментального Bell 680. Прототип был переоборудован из AH-1T с серийным номером 161022.
AH-1Z Viper
Ударный вертолёт на базе AH-1W SuperCobra. Это один из последних членов плодовитого семейства Bell Huey. Его часто называют «Зулу Кобра», основываясь на военном фонетическом алфавитном произношении его вариантной буквы. AH-1Z был разработан в 1990-х и 2000-х годах в рамках программы модернизации H-1 по поручению Корпуса морской пехоты США. По сути, это модернизация существующих AH-1W, и изначально планировалось, что это будет программа перестройки, прежде чем будут сделаны последующие заказы на новые вертолёты. AH-1Z и вертолёт общего назначения Bell UH-1Y Venom имеют общую хвостовую балку, двигатели, роторную систему, трансмиссию, архитектуру авионики, программное обеспечение, органы управления и дисплеи, а также некоторые другие общие комплектующие.
Bell 309 KingCobra
Экспериментальная всепогодная версия на основе одномоторного AH-1G и двухмоторного AH-1J. Было выпущено два экземпляра Bell 309, первый был оснащён двигателем Pratt & Whitney Canada T400-CP-400 Twin-Pac, а второй — двигателем Lycoming T-55-L-7C.
CobraVenom
Предлагаемая версия для Великобритании.
AH-1RO Dracula
Предлагаемая версия для Румынии.
AH-1Z King Cobra
AH-1Z предлагался для турецкой программы разработки собственного ударного вертолёта ATAK. Он был выбран для производства в 2000 году, но позже отменён, когда Bell и Турция не смогли достичь соглашения о производстве.
Panha 2091
Иранский вариант ударного вертолёта Bell AH-1J International (экспортная версия SeaCobra), приобретённого до Исламской революции 1979 года, с проведенным капитальным ремонтом и модернизацией. Программа по капитальному ремонту и модернизации известна как проект № 2091 (также известная как Panha).
IAIO Toufan
Иранская копия AH-1J International, произведенная государственной компанией Iran Aviation Industries Organization, с авионикой и вооружением местного производства.

## Операторы

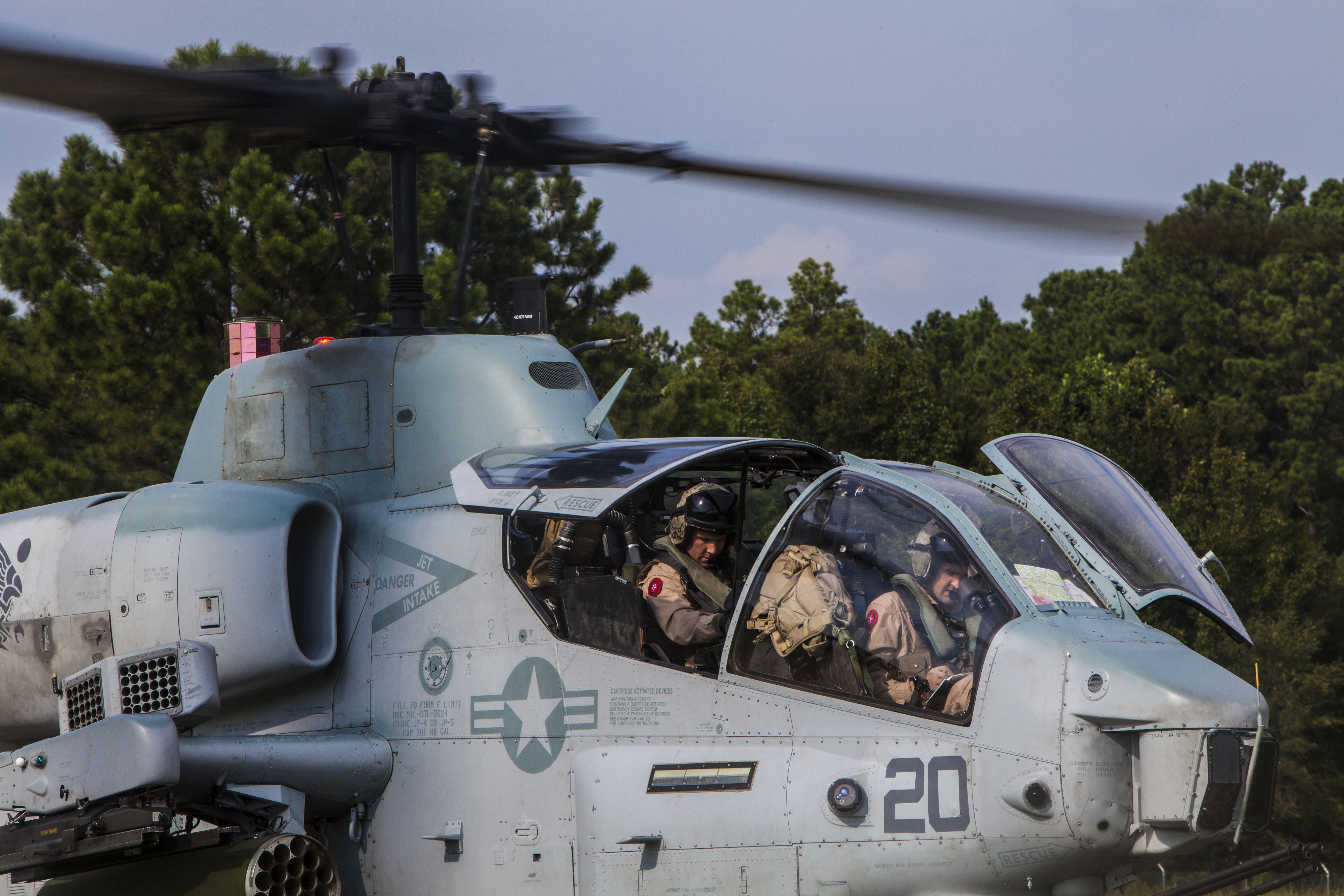
Предполётная подготовка вертолёта AH-1W «Супер Кобра» из состава 22-го экспедиционного отряда морской пехоты США

### Текущие операторы
Иран
- Армейская авиация Ирана[55]

 Китайская Республика
- Сухопутные войска Китайской Республики[55]

 Турция
- ВМС Турции[49]

### Бывшие операторы
Республика Корея
- Сухопутные войска Республики Корея[56]

 США
- Корпус морской пехоты США[3]

## Тактико-технические характеристики
Приведённые характеристики соответствуют модификации AH-1W.
Источник данных: Jane's 

Технические характеристики
- Экипаж: 2 (пилот и оператор)
- Длина: 17,68 м
- Длина фюзеляжа: 13,87 м
- Диаметр несущего винта: 14,63 м
- Диаметр рулевого винта: 2,97 м
- Ширина фюзеляжа: 3,28 м (с крылом)
- Высота: 4,44 м
- Площадь, ометаемая несущим винтом: 168,11 м²
- Колея шасси: 2,24 м (полозья)
- Масса пустого: 4 953 кг
- Максимальная взлётная масса: 6 690 кг
- Масса полезной нагрузки: 1 736 кг
- Масса топлива во внутренних баках: 946 кг
- Объём топливных баков: 1 128 л
- Силовая установка: 2 × турбовальных General Electric T700-GE-401
- Мощность двигателей: 2 × 1 723 л.с. (2 × 1 285 кВт)

Лётные характеристики
- Максимально допустимая скорость: 352 км/ч
- Максимальная скорость: 282 км/ч (у земли)
- Крейсерская скорость: 278 км/ч
- Практическая дальность: 518 км
- Продолжительность полёта: 2 часа 48 мин.
- Практический потолок: 4 270 м
- Статический потолок:  
  - с использованием эффекта земли: 4 495 м
  - без использования эффекта земли: 915 м
- Скороподъёмность: 4,1 м/с
- Нагрузка на диск: 39,8 кг/м²
- Тяговооружённость: 226 Вт/кг (на трансмиссию при максимальной взлётной массе)
- Максимальная эксплуатационная перегрузка: +2,5/-0,5 g

Вооружение
- Стрелково-пушечное: 1 × 20 мм трёхствольная пушка M197, 750 пат.
- Управляемые ракеты:  
  - ракеты «воздух-поверхность»:
    - 8 × TOW или AGM-114
    - 2 × AGM-122 или

  - ракеты воздух-воздух: 2 × AIM-9L
- Неуправляемые ракеты:  
  - 4 × 19 × 70 мм ракет Hydra 70 в блоках LAU-61A
  - 4 × 7 × 70 мм ракет Hydra 70 в блоках LAU-68/69
- Бомбы: 2 × CBU-55B

## Катастрофы
23 января 2018 года вертолёт ВВС США АН-1 совершил экстренную посадку на о. Тонаки, префектура Окинава, из-за неисправности гидравлической системы.

## Компьютерные игры
На Супер Кобре можно «полетать» в таких играх как Enemy Engaged мод 1.16 от EECH Central, War Thunder, Arma 2 и 3 (мод RHS), и в Battelfield2.